# エルベのほとりで

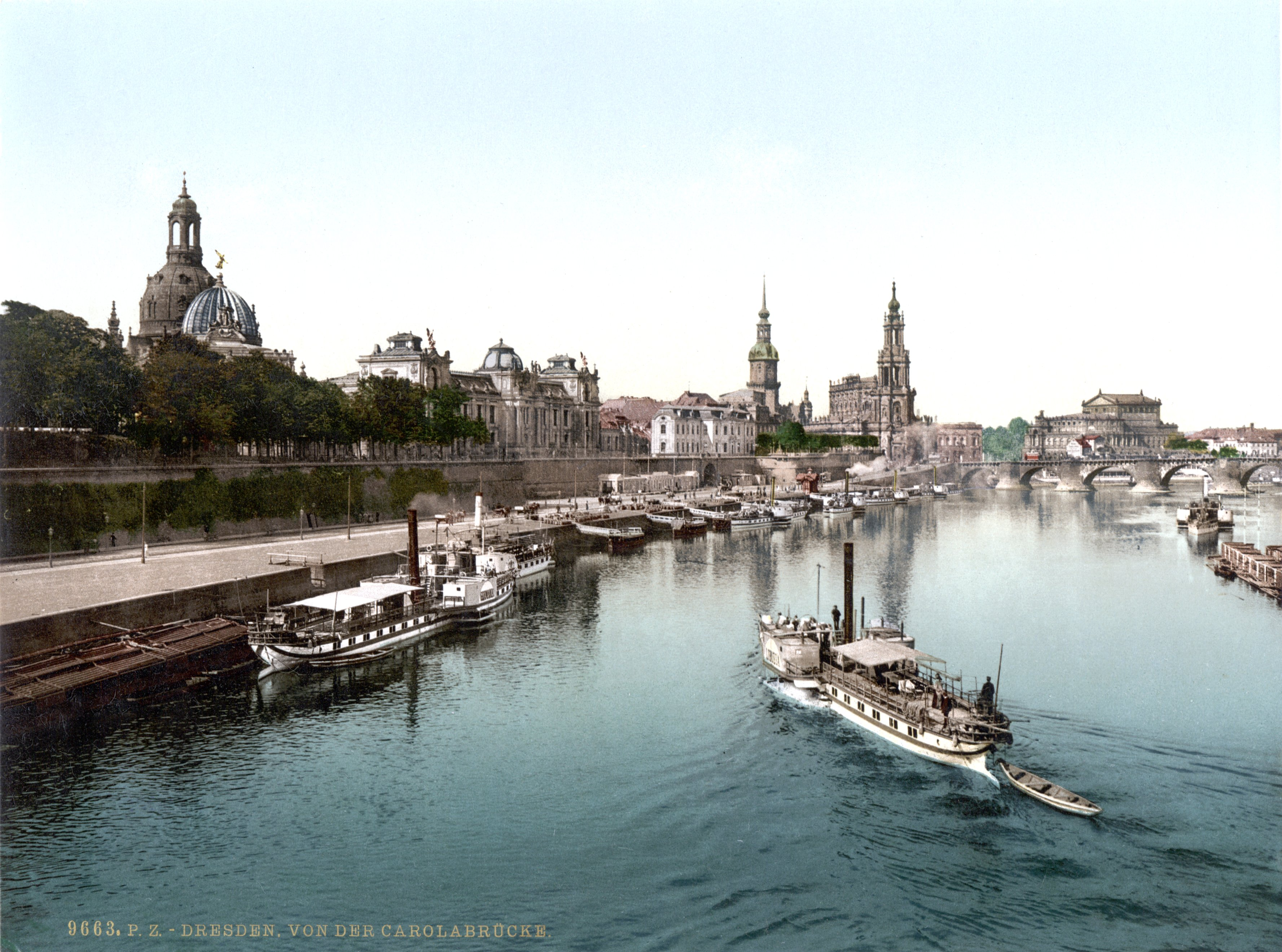
ドレスデンを流れるエルベ川（1890年から1905年の間に撮影）

『エルベのほとりで』（ドイツ語: An der Elbe）作品477は、ヨハン・シュトラウス2世が作曲したウィンナ・ワルツ。

## 楽曲解説
「ワルツ王」ことヨハン・シュトラウス2世の生涯最後のワルツ。1897年11月30日にウィーン楽友協会において開催された「エドゥアルトの慈善演奏会」で、作曲者自身の手によって初演された。
ドレスデンのゼーリング社から出版された楽譜表紙には、エルベ川沿いのカトリック宮廷教会や郊外の町ロシュヴィッツが描かれている。